# オート＝プロヴァンス天文台
オート＝プロヴァンス天文台 (Observatoire de Haute-Provence: OHP) はフランス南東部、アルプ＝ド＝オート＝プロヴァンス県にある天文台である。
1937年にフランスの天文学者のための施設として設立され、1.2mの望遠鏡を使って、1943年から観測が始められた。1949年からジェフリー・バービッジ、マーガレット・バービッジのようなフランス人以外の使用も始まった。
所在地はアヴィニョンの東90km、マルセイユの北100km（北緯 43.935°、東経5.699°）で、標高650mの高地に位置している。

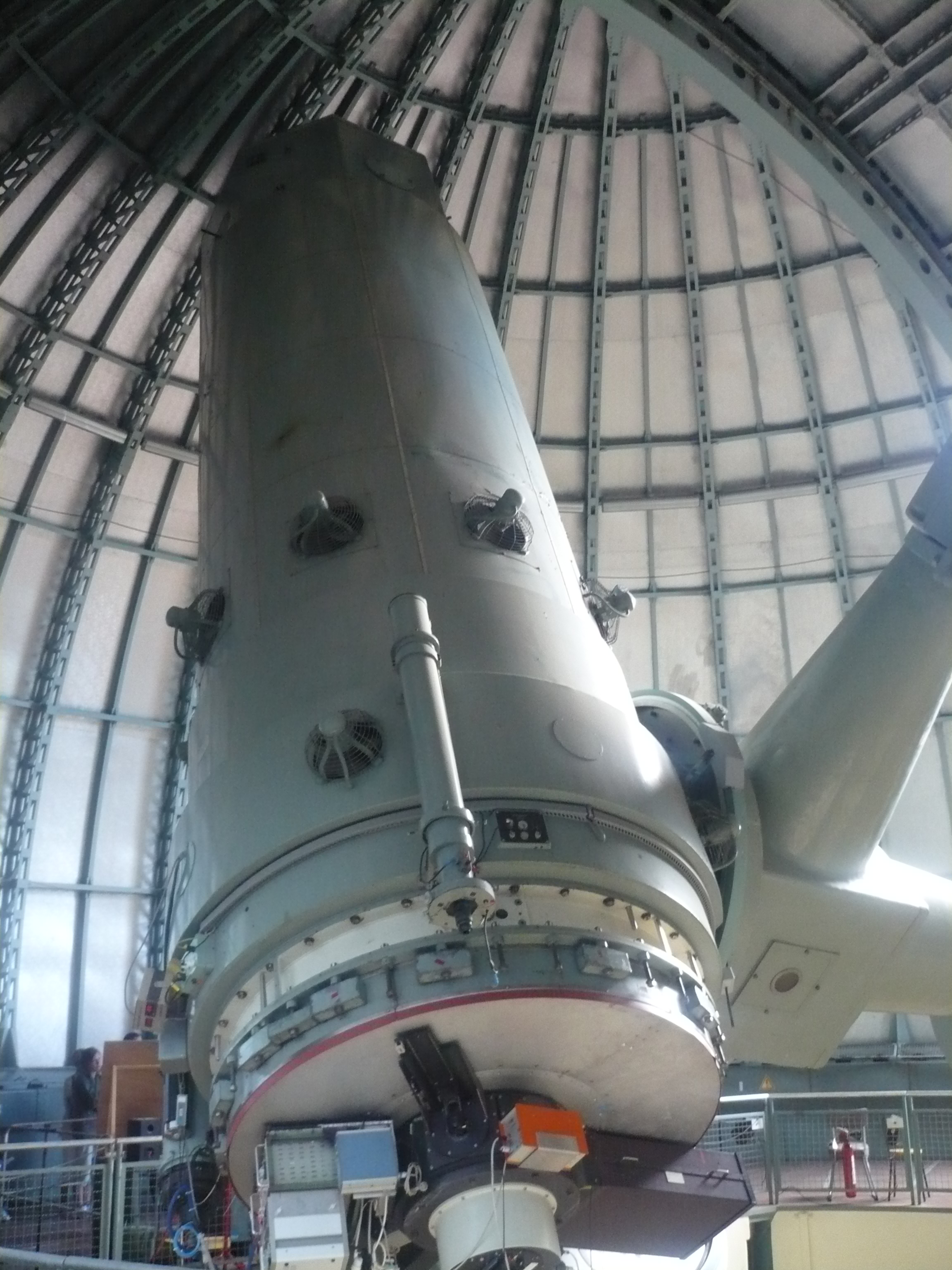
天文台の口径193センチメートルの望遠鏡

天候が天文観測に適することから選ばれ、平均で60%の夜間が天文観測に適する。特に夏から秋が最適な季節で平均170日が快晴である。主要な設備は1.93 m、1.52 m、1.20 m、0.80 mの4台の反射望遠鏡である。1.98m望遠鏡はグラブ・パーソンズ社製で、1958年に設置された。ELODIE分光器がつけられ、ミシェル・マイヨールとディディエ・ケローが、太陽系外の恒星ペガスス座51番星の惑星ペガスス座51番星bを発見するのに使われた。